# 余天
余天（1948年3月1日—），原名余清源，臺灣男歌手、主持人及政治人物，生於新竹市，有寶島歌王、長青樹歌王之稱，曾任民主進步黨籍立法委員、民進黨第16屆中央執行委員。
其成名曲為改編自日本歌曲《北國之春》的《榕樹下》。曾經當選第七屆立法委員，當時與尋求連任的林淑芬是泛綠陣營在北港溪以北的唯二席次。2018年11月28日，由於民進黨地方公職人員選舉大敗，余天在民進黨中常會宣布辭去新北市黨部主任委員以示負責，被黨中央慰留而留任。轉戰不分區失利後，因高志鵬遭解職再代表民進黨參與新北市三重區立法委員補選，擊敗中國國民黨推出的鄭世維，獲得勝選。2019年3月16日，2020年1月，擊敗國民黨禮讓的無黨籍議員李翁月娥及台灣民眾黨的李旻蔚，順利連任。
2023年8月31日，宣布擔任民進黨提名總統參選人賴清德的新北市競選總部主任委員一職。

## 生平

### 家庭背景
余天生於新竹市，為家中長子，早年為運動員，初中畢業於新竹縣私立義民高級中學初中部，擅長田徑、鐵餅、鉛球、棒球。他同时是當年新竹縣運動會鐵餅项目的紀錄保持者。
7歲參加新竹台聲電台和電塔唱片聯合舉辦的歌唱比賽從而跨入歌壇，先加入合眾唱片，退伍後加入麗歌唱片。
1964年，自台視歌唱節目《群星會》開始嶄露頭角。
1977年，余天推出《榕樹下》，紅遍台灣大街小巷，成了余天的成名曲。
1978年9月13日，余天與李亞萍結婚。
2003年12月16日，余天領銜成立台灣文化演藝推展協會，成立目的為幫助演藝人員爭取演出舞台及更多的工作權、保障工作環境，同時讓不同世代的藝人能夠彼此傳承。
2006年12月26日，全國藝能總工會成立，余天當選理事長。
2005年12月，余天與李亞萍出席三洋藥品老闆葉清山之子的婚宴。由於當時盛傳余天將接任台視總經理，於是余天一進場就被包含立法院院長王金平、內政部部長蘇嘉全的現場來賓高喊「總經理」以示支持；余天說，他絕對不是覬覦任何官位，而是要遵照好友倪敏然遺願，努力讓台灣富強、達到「歌舞昇平」的水準。          
2015年大年初一，余天從床上摔下時，撞傷眼睛導致視網膜剝離，當時雖開刀治療，但造成長期偏頭痛。2016年8月初，余天就醫檢查，發現腦部有瘀血，在臺北榮民總醫院接受腦部手術清除瘀血。
2016年5月15日凌晨，余天父親余志華病逝臺北榮民總醫院，享壽94歲；余天在臉書發文證實此事，「沒了媽又沒了爸，心好痛，心好痛……」。2016年5月16日，余天召開記者會宣布，演唱會延期，未來將遵循父親遺願繼續從政。
2016年8月24日，余天舉辦封麥演唱會「傳奇50、華麗轉身演唱會台灣最終場」宣傳記者會，表示這場演唱會將是他演藝生涯最後一場售票演唱會。
2017年4月，在愛妻李亞萍的鼓吹下，與其弟余帝一同於合一基督教會受洗，改信基督教。

### 從政經驗
2007年3月26日，余天申請改名，將本名「余清源」改為「余天」。2007年8月31日，民主進步黨中央執行委員會以重視本土藝人等理由，通過徵召余天在臺北縣第三選區參選立法委員。2007年9月3日，台灣團結聯盟中央執行委員會通過原定於臺北縣第一選區參選立法委員的劉一德改在臺北縣第三選區參選，台灣團結聯盟發言人周美里說，很遺憾民主進步黨徵召余天。2008年1月，余天當選立法委員，擊敗劉一德與中國國民黨提名的朱俊曉。
2010年9月，余天在幫民進黨台中市議員參選人王岳彬輔選的時候發言：「（台中市市長）胡志強不應該再出來選，應該回去照顧老婆；因為胡志強身體不好，走路一拐一拐的。他老婆（邵曉鈴）只剩一隻手，頭腦也不清楚。」李亞萍及泛綠團體同聲指責。李亞萍曾說：「余祥銓當年在加拿大被退學多次，都是邵曉鈴幫我處理。」兩日後，余天對自己的不慎失言公開道歉。
2011年，民主進步黨提名余天2012年中華民國立法委員選舉為全國不分區第14名代表，位列「安全名單」之內。排名比民進黨三大天王游錫堃的第16名、蘇貞昌的第18名、謝長廷的第20名更前。但2012年1月14日開票時，民主進步黨只獲得13席全國不分區立法委員，使余天成了「落選頭」，也讓「安全名單」的預測破功。
2014年7月20日，民主進步黨第16屆全國黨員代表大會選出第16屆中央執行委員，余天等30人皆以18票當選中執委。
2015年4月7日，針對藝人李蒨蓉在陸軍航空特戰指揮部601旅AH-64阿帕契直升機拍照引發的阿帕契打卡案，余天說「一般民眾不會知道這是觸法行為，該負責的是帶她參觀的軍官」、「阿帕契在台灣無用武之地，開放讓民眾參觀並無不可」；同日，民主進步黨籍台北市政府市政顧問洪智坤在臉書發文「不分區立委，掰（bye）！」，暗示民進黨不會再把余天放入不分區立委名單。
2015年5月17日，民進黨主席蔡英文在竞选最后时期沒漏掉演藝圈，在余天號召下，蔡英文邀請50多位藝人和藝能工會人員到民進黨中央座談，他們向蔡英文吐露演藝工作的為難，還有人當場向蔡英文建議，將余天排入不分區名單安全名單，為演藝圈發聲。
2015年11月11日，民主進步黨中央執行委員會通過第九屆不分區立委34席名單，游錫堃辦公室主任孟義超表示，游錫堃從未爭取不分區立委，卻推薦余天等人列入不分區立委，但余天因種種考量而并未被列入不分區立委。
2016年4月20日，余天登記參選民主進步黨新北市黨部第四屆主任委員，與先前已登記之新北市議會副議長陳文治展開競爭；外傳余天係獲得游系與謝系支持，代替原本有意參選、卻不符登記資格之游系立委高志鵬投入本次選舉；惟余天表示，沒有派系問題，大家都是「英派」，後順利當選。
2016年8月29日，民主進步黨新北市黨部舉辦余天上任主任委員後首次媒體茶會。余天說，本年7月25日他赴總統府與總統蔡英文會面時提醒她，因為選民太過期待蔡英文政府上台立即改革成功，所以她不要太在意民調結果，繼續照自己的理念推動改革就好；蔡英文當場笑著回答，「我知道，我也是這麼認為的」。余天說，在本次與蔡英文會面時，他當面建議蔡英文，目前台灣海峽兩岸關係似乎陷於停頓狀況，政府可仿效韓劇模式，兩岸演藝圈合作、透過兩岸演藝界文化交流帶動經濟與文化發展，政府則應取消對置入性行銷的限制以讓國家與企業一起動起來；蔡英文回答，她會請文化部部長鄭麗君與他討論。針對民進黨在2016年花蓮市市長補選敗選，余天認為，敗選主因為民進黨中央黨部提名與輔選問題，民進黨最後輸在走「繼承遺志」、「家族傳承」的老路，他從來都不贊成這種模式，現在年輕選民不會接受這種思維，民進黨追求改革就更不應該走這條路。
2016年10月11日，民主進步黨新北市黨部主委余天和立委在立法院召開記者會，針對衛福部於九月底公告禁止藝人代言醫療廣告行為引發演藝圈反彈聲浪一事，要求衛福部醫事司司長石崇良將相關的規定與禁止的範圍說明清楚，高志鵬表示，在新規定公告後，衛福部曾向余天會面溝通，隔日衛福部宣稱要擴大限制其他職業代言，再度引起醫生、小模等不滿，造成大家誤會以為是余天的意思，希望衛福部給予澄清。石崇良表示，本次頒布的醫療廣告規定限於醫療處置之廣告行為，並未擴及健康食品、化粧品或藥物等之廣告宣傳，余天表示，期盼決策修訂成熟完整，也希望日後在健全的政策面上，保障藝人權益給予更多發揮空間。
2018年，民進黨籍的新北市三重區立法委員高志鵬因案入獄，余天代表民進黨參加該區的立委補選。2019年3月，余天擊敗國民黨推出的鄭世維，獲得勝選並睽違7年後，回任立委。
2020年1月，余天順利連任立委，擊敗國民黨禮讓的無黨籍議員、前蘆洲市長李翁月娥和代表台灣民眾黨的時任民進黨議員李余典之女李旻蔚。後放棄連任，轉而爭取進入不分區立委名單中，並輔選經通過初選接棒、同屬正國會派系的前新北市議員李坤城。李坤城順利當選，但余天並未納入不分區名單中。
2024年，余天原欲再次參選民主進步黨新北市黨部主委，但在妻子李亞萍反對下退選，同年8月1日，被總統賴清德聘任為總統府國策顧問。

## 選舉紀錄
| 年度 | 選舉屆數           | 選舉區                                 | 所屬政黨   | 得票數    | 得票率 | 當選標記 | 備註 |
| ---- | ------------------ | -------------------------------------- | ---------- | --------- | ------ | -------- | ---- |
| 2008 | 第七屆立法委員選舉 | 臺北縣第三選舉區                       | 民主進步黨 | 75,212    | 49.52% |          |      |
| 2012 | 第八屆立法委員選舉 | 全國不分區及僑居國外國民立法委員選舉區 | 民主進步黨 | 4,556,424 | 34.62% |          |      |
| 2019 | 第九屆立法委員補選 | 新北市第三選舉區                       | 民主進步黨 | 56,888    | 52.04% |          |      |
| 2020 | 第十屆立法委員選舉 | 新北市第三選舉區                       | 民主進步黨 | 90,022    | 45.77% |          |      |

## 家庭
- 妻子：李亞萍（1978年9月13日結婚），為外省人，籍貫南京。並育有兩女一子。
  - 長女：余筱萍，為通告藝人、歌手，於2007年世界麻將大賽中獲得第三名，為四強中唯一的台灣人[29][30][31]。2017年時有意參選台北市中正萬華選區的議員選舉，但黨內初選結果不敵吳沛憶。[32][33]
  - 次女：余泳澐（1983年－2022年8月21日）原名余苑綺，在抗癌期間為求轉運而改名。[34]2022年8月21日因大腸癌病逝於臺北榮民總醫院，享年39歲[35]。
  - 么子：余祥銓
- 二弟：余錫洲
- 三弟：余龍（本名余福龍），於1992年11月21日因湯銘雄縱火燒燬神話世界KTV，逃避不及身亡[36]。余龍遺孀為前歌手紀寶如。
- 四弟：余福星，在中國大陸走私30公斤海洛因被捕，判處死刑，於2006年11月16日在廈門執行槍決[37][38]（另有称注射死刑[39]）。
- ：余帝（本名余振福），也曾是歌手。2014年代表中國國民黨參選新竹市議員（東區），落選。2019年3月10日，宣布加入民主進步黨[40]。

## 主持作品
| 年份                         | 頻道       | 節目                           | 備註                                                             |
| ---------------------------- | ---------- | ------------------------------ | ---------------------------------------------------------------- |
| 1977年                       | 台視       | 《我愛周末》                   |                                                                  |
| 1980年                       | 台視       | 《綜藝兵團》                   | 與劉福助合作主持，共49集                                         |
| 1984年                       | 台視       | 《余天專輯》                   | 全一集                                                           |
| 1986年                       | 中視       | 《天天星期天》                 | 與倪敏然、徐風、羅江、羅璧玲、向娃合作主持，共83集               |
| 1986年                       | 中視       | 《余天專輯》                   | 全一集                                                           |
| 2005年                       | 華視       | 《台灣開心秀》                 | 與李亞萍、余祥銓、余筱萍、余苑綺合作主持，余天離職後由鄭進一遞補 |
|                              | 三立影視   | 綜藝節目錄影帶《豬哥亮歌廳秀》 |                                                                  |
|                              | 三立影視   | 《三立點唱秀》                 |                                                                  |
|                              | 三立影視   | 《三立五虎將 金牌點唱秀》      |                                                                  |
|                              | 祥芳影視   | 綜藝節目錄影帶《歡樂豬哥天》   |                                                                  |
|                              | 三立台灣台 | 《王牌點唱秀》                 |                                                                  |
|                              | 三立台灣台 | 《冠軍點唱秀》                 |                                                                  |
|                              | 三立台灣台 | 《黃金夜總會》                 |                                                                  |
| 1999年～2004年10月           | 八大第一台 | 《台灣演歌秀》                 | 與賀一航合作主持，賀一航離職後由董至成遞補                       |
| 2004年7月                    | 八大第一台 | 《台灣的歌》                   |                                                                  |
|                              | 八大第一台 | 《紅白大對抗》                 |                                                                  |
|                              | 衛視中文台 | 《搶錢夫妻檔》                 | 與李亞萍合作主持                                                 |
| 2012年                       | 民視       | 《豬哥會社》                   | 與侯怡君合作主持                                                 |
| 2013年                       | 民視       | 《三星報囍》                   | 與侯怡君、郭子乾合作主持                                         |
| 2016年                       | 民視       | 《王牌雙響炮》                 | 與侯怡君合作主持                                                 |
| 2017年                       | 華視       | 《天生王牌》                   | 與賀一航 米可白 余祥銓搭檔主持                                   |
| 2018年～2019年1月13日        | 華視       | 《黃金年代》                   | 與王彩樺搭檔主持                                                 |
| 2019年3月17日～2019年4月21日 | 華視       | 《黃金年代》                   | 與王彩樺搭檔主持                                                 |

## 演出作品

### 電視劇
| 年份   | 頻道       | 劇名               | 飾演   |
| ------ | ---------- | ------------------ | ------ |
|        | 台視       | 《姻緣路》         | 劉振德 |
| 1971年 | 台視       | 《碎心戀》         | 白小斌 |
| 1995年 | 中視       | 《今夜作夢也會笑》 | 陳桑   |
| 2005年 | 東森綜合台 | 《好美麗診所》     | 院長   |

### 電影
| 年份   | 片名                 | 飾演 |
| ------ | -------------------- | ---- |
| 1965年 | 《八歲小偵探》       |      |
| 1966年 | 《天字第一號》第四集 |      |
| 1967年 | 《西貢無戰事》       |      |
| 1971年 | 《杯酒高歌》         |      |
| 1988年 | 《英雄與狗熊》       |      |
| 1992年 | 《阿呆》             | 林董 |

## 音樂作品

### 專輯
| 專輯名稱                         | 發行日期 | 曲目 |
| 《羅馬離情》                     | 1966-9   | 曲目 1. 刻骨之愛 2. 南屏晚鐘 3. 羅馬離情 4. 得不到的愛情 5. 癡癡的等 6. 陽光帶來幸福 7. 車站叮嚀 8. 千里寄鄉思 |
| 《寒月依舊情不斷》               | 1967-3   | 曲目 1. 意難忘 2. 可愛的人生 3. 夕陽 4. 夢中的愛 5. 寒月依舊情不斷 6. 南國海戀 7. 苦酒滿杯 8. 南風 9. 妳是蜜糖 10. 故鄉遠離 11. 夜歸人 |
| 《虹彩妹妹》(合輯)               | 1968-3   | 曲目 1. 虹彩妹妹(合唱) 2. 滿天星星(合唱) 3. 歌迷小姐(秦蜜) 4. 戀歌(余天) 5. 叫我怎麼辦(秦蜜) 6. 為什麼(余天) 7. 同心結(合唱) 8. 樓台會(秦蜜) 9. 迷你小姐(余天) 10. 昨天‧明天(秦蜜) 11. 叫我從何說起(余天) 12. 歲去又一年(合唱) |
| 《黯淡的月》(合輯)               | 1968-5   | 曲目 1. 黯淡的月 2. 告訴羅娜我愛她 3. 淡水暮色 4. 舊情綿綿 5. 一句愛 6. 負情 7. 雪裡紅 8. 狂戀 9. 秋風夜雨 10. 你願意不願意 |
| 《愛情》(合輯)                   | 1968-10  | 曲目 1. 愛情 2. 藍色的憂鬱 3. 離愁誰能忘 4. 神奇的愛 5. 母親你在何方 6. 默默無言 7. 冠達娜美拉 8. 今夜是良宵 9. 夢月 10. 三個夢 11. 藍色的回憶 12. 一片癡心 |
| 《我不是007》(合輯)              | 1968-11  | 曲目 1. 我不是007 2. 如果你需要愛 3. 失落的心 4. 道 5. 多少淚水多少愛 6. 失戀 7. 多情的人 8. 我很寂寞 9. 究竟愛不愛 10. 夢裡情人 11. 逝去的愛 12. 娜達 |
| 《永遠永遠是你的》               | 1969     | 曲目 1. 阿蘭娜 2. 生命如花籃 3. 情淚 4. 春天的心 5. 醒來吧雷夢娜 6. 無情的夢 7. 永遠永遠是你的 8. 寒夜的街燈 9. 新愁 10. 情難守 11. 美麗的謊言 |
| 《浪子情深》                     | 1969     | |
| 《幾時再回頭》                   | 1970     | 曲目 1. 幾時再回頭 2. 浪子淚 3. 忘不了的你 4. 沙漠馳情 5. 淚的小雨 6. 戀愛的路多麼苦 7. 我不再哭泣 8. 我要你忘了我 9. 淡水河邊 10. 昨夜夢醒時 |
| 《告訴你愛的時候》               | 1971-1   | 曲目 1. 告訴你愛的時候 2. 回憶情難寄 3. 沒良心的人 4. 妳 + 我 = 愛 5. 誰能禁止我的愛 6. 天涯流浪 7. 我要你給我愛 8. 我倆多甜蜜 9. 昨夜夢見你 10. 讓我慢慢告訴你 |
| 《山南山北走一回》               | 1971     | 曲目 1. 山南山北走一回 2. 一杯苦酒幾滴淚 3. 懷念媽媽 4. 回頭我也不要你 5. 告訴我走的時候 6. 孤獨的我 7. 愛的故事 8. 我沒有騙你 9. 孤獨的往事 10. 情人再見 |
| 《含淚的微笑》                   | 1971-10  | 曲目 1. 含淚的微笑 2. 陪我在今宵 3. 心上人 4. 相思恨 5. 姑娘呀！別哭泣 6. 俠士行 7. 梅蘭梅蘭我愛你 8. 夢醒花飄零 9. 顆顆眼淚都是愛 10. 難忘的時光 |
| 《給我溫情吧 ! 愛人》            | 1972     | 曲目 1. 給我溫情吧！愛人 2. 我實在愛著你 3. 愛你恨你 4. 淚水在我眼中 5. 你等一等我 6. 為什麼忘不了 7. 旋風兒 8. 請你放開我 9. 我恨你拋棄我 10. 我還要喝咖啡 11. 告訴你我恨你 12. 相思為情愁 |
| 《我需要安慰》                   | 1973-5   | 曲目 1. 我需要安慰 2. 教我認識你 3. 等待 4. 不不不 5. 月兒對我笑 6. 淡淡情愁 7. 暗淡的街灯 8. 再會吧！愛人 9. 愛你愛在心坎裡 10. 不要分離 11. 給我回音吧 12. 只見雪花不見人 |
| 《我把愛情收回來》               | 1973     | 曲目 1. 我把愛情收回來 2. 是風聲視雨聲 3. 難忘的人 4. 她又愛上一個他 5. 淚的回憶 6. 敲開你的心扇 7. 不要說我無情 8. 憂愁的愛情 9. 野玫瑰 10. 海上的夢 11. 一刀兩斷 12. 相見已不遠 |
| 《讓回憶隨風飄》                 | 1973-10  | 曲目 1. 讓回憶隨風飄 2. 心愁 3. 你在騙我 4. 鐵漢心聲 5. 多少人羨慕我 6. 我感謝你 7. 還不清的愛 8. 留不住的笑容 9. 臺北的夜晚 10. 我不再嘆息 11. 野狼穀 12. 溫暖的手 |
| 《抓不住妳的心》                 | 1974-3   | 曲目 1. 抓不住妳的心 2. 眼淚訴情意 3. 不要讓我難過 4. 為了什麼！ 5. 請不要離開我 6. 為你憔悴 7. 給我一個微笑 8. 葡萄成熟時 9. 又要分離 10. 徬徨的愛 11. 春天又來到 12. 何必沉默 |
| 《我倆多美好》                   | 1974-10  | 曲目 1. 我倆多美好 2. 友情最美麗 3. 你會更快樂 4. 白雪 5. 愛心不移 6. 你我要有愛心 7. 海邊 8. 不問你從那裡來 9. 癡心的盼望 10. 你想一想 11. 時光不再倒轉 12. 愛得深愛得久 |
| 《真心的呼喚》                   | 1975-5   | 曲目 1. 真心的呼喚 2. 你像一個迷 3. 夢中的回憶 4. 來如春風去如雪 5. 寄情 6. 藍藍的海 7. 劍膽琴心 8. 長風萬裡 9. 海濤 10. 人生的路 11. 祝福你在心裡 12. 臺北行 |
| 《究竟是為了什麼》               | 1975-10  | 曲目 1. 究竟是為了什麼 2. 永遠在一起 3. 我心為你 4. 海洋頌 5. 春風又再吹 6. 沙漠之旅 7. 把愛藏在心裡 8. 不要埋怨我 9. 落葉 10. 金色的人生 11. 愛的回憶 12. 夕陽 |
| 《又是黃昏》                     | 1976-3   | 曲目 1. 對我說明白 2. 又是黃昏 3. 相見不如懷念(vs李亞萍) 4. 珍重道別離 5. 不要再回憶 6. 就是忘不了 7. 你也該原諒我 8. 小詩 9. 我需要你 10. 一線曙光 11. 海邊的誓言 12. 尋覓 |
| 《碧雲天》(合輯)                 | 1976-5   | 曲目 1. 碧雲天(陳蘭麗) 2. 盼望著你(陳蘭麗) 3. 親親好寶寶(陳蘭麗) 4. 真心的呼喚(陳蘭麗) 5. 和你有緣份(陳蘭麗) 6. 好印象(陳蘭麗) 7. 落花如夢夢如花(餘天) 8. 淡淡的愛(餘天) 9. 我的心留給你(餘天) 10. 珍重道別離(餘天) 11. 海邊的誓言(餘天) 12. 我心為你(餘天) |
| 《汪洋中的一條船》               | 1976-9   | 曲目 1. 天涯流星情 2. 永遠記在我心裡 3. 情感 4. 陶醉在春風裡 5. 懷念有多少 6. 天涯芳草 7. 汪洋中的一條船 8. 我情深深 9. 楓葉落 10. 那一句諾言 11. 回顧 12. 晨星 |
| 《歌壇金曲集》(精選集)           | 1977-1   | 曲目 1. 我需要安慰 2. 我倆多美好 3. 給我一個微笑 4. 真心的呼喚 5. 讓回憶隨風飄 6. 只見雪花不見人 7. 海邊 8. 含淚的微笑 9. 不 10. 給我溫情吧！愛人 11. 告訴你愛的時候 12. 星夜的離別 |
| 《秋風吹來一片情》               | 1977-1   | 曲目 1. 秋風吹來一片情 2. 愛情‧你‧我 3. 今日黃昏 4. 三個夢(vs李亞萍) 5. 深秋 6. 午夜情歌 7. 藍藍的天藍藍的海 8. 真情真意 9. 忘了吧！往事 10. 愛之追 11. 請你原諒我 12. 友愛 |
| 《一曲等知音》                   | 1977-5   | 曲目 1. 一曲等知音 2. 海角天涯只愛她 3. 白雲片片 4. 愛情、流水、情依依 5. 誰訴心中願 6. 一定找到你 7. 山 8. 承諾 9. 別再追問 10. 留在我心中 11. 你能瞭解我 12. 純潔的友誼 |
| 《一個陌生的女孩》(合輯)         | 1977-6   | 曲目 1. 風鈴風鈴(陳芬蘭) 2. 一個陌生的女孩(余天) 3. 情絲(餘天) 4. 感激的眼淚(餘天) 5. 你的誓言(餘天) 6. 那年秋天(餘天) 7. 風鈴風鈴(崔苔菁) 8. 愛神(崔苔菁) 9. 迎著春風來(崔苔菁) 10. 幸福(崔苔菁) 11. 情人的樂園(崔苔菁) 12. 心願(餘天) |
| 《望著山望著海》                 | 1977-10  | 曲目 1. 望著山望著海 2. 為我珍重 3. 永恆的春天 4. 天涯萬里行 5. 問黃昏 6. 知己 7. 情痕 8. 忘掉吧煩惱 9. 慈母涼言 10. 我要你笑一笑 11. 英雄淚 12. 滴滴雨滴滴情 |
| 《金曲之歌》(精選集)             | 1978-1   | |
| 《午夜夢迴時》                   | 1978-6   | 曲目 1. 午夜夢迴時 2. 新娘與新郎(李亞萍) 3. 鳳凰樹下 4. 情網 5. 殘情 6. 浪跡天涯 7. 未完成的戀曲 8. 我不能不愛你 9. 可愛的家園 10. 愛在心中飄 11. 愛不再遙遠 12. 緣盡情依舊 |
| 《愛有明天》(合輯)               | 1978     | |
| 《舞臺》                         | 1979-1   | 曲目 1. 舞臺 2. 請你別忘記 3. 愛在晚風裡 4. 找回失落的心 5. 請你等我 6. 安慰 7. 同心船 8. 一個被遺忘的人 9. 海角知音 10. 海灘上的女郎 11. 又是春風吹 12. 假如能在一起 |
| 《榕樹下》                       | 1979-8   | 曲目 1. 榕樹下 2. 高山慕情 3. 綿綿無限情 4. 問夕陽 5. 為了你！也為我自己 6. 可愛的倩影 7. 追夢 8. 大丈夫 9. 江湖行 10. 八駿圖 11. 何時你再來 12. 一個陌生的男孩 |
| 《新娘與新郎》(合輯)             | 1979     | 曲目 1. 新娘與新郎(李亞萍) 2. 相見不如懷念 3. 三個夢 4. 相逢夕陽下 5. 知己(余天) 6. 鳳凰樹下(余天) 7. 丹青緣(余天) 8. 未完成的戀曲(余天) 9. 午夜夢迴時(余天) 10. 再見夏天(李亞萍) 11. 問黃昏(余天) 12. 我心深處只有你(李亞萍) 13. 情人湖(李亞萍) 14. 星夜的離別(余天) |
| 《三聲無奈》                     | 1979-12  | 曲目 1. 三聲無奈 2. 補破網 3. 港都夜雨 4. 秋風夜雨 5. 月夜愁 6. 青春悲喜曲 (一) 7. 青春悲喜曲 (二) 8. 苦戀歌 9. 悲戀的酒杯 10. 我有一句話 |
| 《為什麼》                       | 1980-3   | 曲目 1. 為什麼 2. 舊情綿綿 3. 黃昏再會 4. 白牡丹 5. 雙雁影 6. 母啊喂 7. 賣肉粽 8. 心酸酸 9. 雨夜花 10. 思念故鄉 11. 望春風 12. 孤戀花 |
| 《濛濛春雨》                     | 1980-7   | 曲目 1. 原諒我吧！心上人 2. 濛濛春雨 3. 愛就是力量 4. 想念你‧懷念你 5. 失約 6. 歸途 7. 英雄本無淚 8. 大野遊龍 9. 情侶 10. 綿綿相思一朵雲 11. 愛的迷惑 12. 晚霞滿天邊 |
| 《又是黃昏》(新曲加精選)         | 1980-8   | 曲目 1. 又是黃昏 2. 一個陌生的女孩 3. 不如歸去 4. 相見不如懷念 5. 相逢夕陽下 6. 天涯海角只愛她 7. 汪洋中的一條船 8. 小詩 9. 秋風吹來一片情 10. 藍藍的天藍藍的海 11. 真心的呼喚 12. 望著山望著海 |
| 《又見聖誕紅》                   | 1981     | 曲目 1. 又見聖誕紅 2. 我的驕傲 3. 閃亮的夜晚 4. 情人山 5. 飛夢天涯 6. 相思幾許 7. 琴劍風雲 8. 美麗前程 9. 一朵玫瑰 10. 問你可還記得 11. 以前沒有見過 12. 這樣的一個你 |
| 《藏在幸福裡》                   | 1981-7   | 曲目 1. 藏在幸福裡 2. 默許 3. 天之涯海之角 4. 秋風無情 5. 藝人心酸 6. 深情難忘 7. 誰人會瞭解 8. 男人要去奮鬥 9. 那片白雲 10. 相見恨晚 11. 寧為女人 12. 茶山姑娘 |
| 《母親您在何方》                 | 1981-10  | 曲目 1. 母親您在何方 2. 情人的眼淚 3. 夢裡相思 4. 生命如花籃 5. 綠島小夜曲 6. 今夕何夕 7. 不了情 8. 重相逢 9. 秋詞 10. 我是浮萍一片 11. 懷念 12. 夢中人 |
| 《馬車夫之戀》                   | 1981     | 曲目 1. 馬車夫之戀 2. 蘇武牧羊 3. 康定情歌 4. 滿江紅 5. 虹彩妹妹 6. 甘蔗與高粱 7. 教我如何不想他 8. 紅豆詞 9. 長城謠 10. 青春舞曲 11. 在那遙遠的地方 12. 杭州姑娘 |
| 《鷹的誓言》                     | 1981     | 曲目 1. 鷹的誓言 2. 溫暖的春風 3. 珍惜 4. 溫柔與氣魄 5. 癡心 6. 啊！朋友 7. 期待 8. 不再是當年的你 9. 不要離開我 10. 情人的關懷 11. 決心要等到你 12. 我多麼需要你 |
| 《又見阿郎》                     | 1982-9   | 曲目 1. 又見阿郎 2. 醒悟 3. 自我苦戀 4. 金色的故鄉 5. 愛的告白 6. 山路 7. 情深愛也真 8. 莫強出頭 9. 層層相思 10. 再會吧！愛的徬徨 11. 秋之旅 12. 我找到了 |
| 《回來安平港》                   | 1982-12  | 曲目 1. 夜半路燈 2. 回來安平港 3. 漂亮你一人 4. 行船人 5. 酒家女 6. 鑼聲若響 7. 安平追想曲 8. 初戀日記 9. 思念故鄉的妹妹 10. 青春的輪船 |
| 《一曲相思唱不完》               | 1983     | 曲目 1. 一曲相思唱不完 2. 鑼聲響起 3. 一生只有一次愛 4. 你是我的夢中人 5. 紅塵佳人 6. 欠你的 7. 路燈為誰明 8. 出海男兒 9. 今日話從前 10. 人不親泥土親 |
| 《誰人是英雄》                   | 1983     | 曲目 1. 誰人是英雄 2. 不要告訴我 3. 未曾愛過我 4. 抱歉 5. 深情萬縷 6. 笑和淚 7. 怒吼的愛情 8. 誰是英雄 9. 書劍江山 10. 你說什麼 11. 學甲十三鷹 12. 長空萬裡情 |
| 《也許‧也許》                    | 1984     | 曲目 1. 也許‧也許 2. 能不能留住你 3. 人自醉 4. 蒙娜麗莎 5. 陌生人你別走 6. 這不是結束 7. 癡情的呼喚 8. 夢也一起 9. 遠方的他 10. 掙紮 11. 離別的前夕 12. 威震四海 |
| 《男性純情夢》                   | 1984     | 曲目 1. 男性純情夢 2. 誰人是英雄 3. 現實的人生 4. 酒矸通賣無 5. 秋風落葉 6. 看破返鄉裡 7. 放浪人生 8. 探聽你著知 9. 藍色街燈 10. 何時再相見 11. 媽媽請您也保重 12. 黃昏的故鄉 |
| 《串串回憶》                     | 1985     | 曲目 1. 串串回憶 2. 淚 3. 一念之差 4. 留下恨悠悠 5. 當我回首 6. 高雄頌 7. 無盡的愛 8. 無言以對 9. 再給我一個機會 10. 孤獨 11. 長巷 12. 一萬個懺悔 |
| 《兩撇男子漢》                   | 1985-10  | 曲目 1. 兩撇男子漢 2. 為何愛著你 3. 流浪者的腳印 4. 流浪的愛 5. 男性的風度 6. 新竹風 7. 深深的愛 8. 不通講無奈 9. 花蕊戀情 10. 鄉親 11. 問你知不知 12. 男性的氣慨 |
| 《遊子情》                       | 1986-8   | 曲目 1. 遊子情 2. 擁有 / 失落 3. 一個期待 4. 孤獨的路 5. 原來的你 6. 突破 7. 心鎖 8. 變奏的心曲 9. 是否有可能 10. 不要輕別離 |
| 《不敢把淚流》                   | 1987-6   | 曲目 1. 不敢把淚流 2. 浪子情 3. 男人的苦悶 4. 今夜恰似那夜 5. 那是多少年前 6. 局外人 7. 中華英雄 8. 淡江吟 9. 關渡小站 10. 靈山神箭 11. 冷月劍無言 12. 只為別離 |
| 《攜手》                         | 1988     | 曲目 1. 攜手 2. 命運輪 3. 各自辛酸 4. 朋友 5. 如此悄悄 6. 冷漠的眼 7. 心愁 8. 最愛我的人 9. 不讓你有半點愁 10. 浪子的懷念 11. 多少年後 12. 天山英雄傳 |
| 《回鄉的我》                     | 1990     | 曲目 1. 回鄉的我 2. 心愛甭哮啦 3. 落雨暝 4. 親情比海深 5. 叫阮要按怎 6. 走遠路 7. 相思路 8. 翻山過嶺唱情歌 9. 千萬聲不應該 10. 父母的願望 11. 苦酒乾杯 12. 無聊的人生 |
| 《離鄉之歌》                     | 1991     | 曲目 1. 離鄉之歌 2. 日思夜夢 3. 夢中的所有 4. 你的幸福我的阻礙 5. 誰人會瞭解 6. 夜半路燈 7. 天無邊海無底 8. 這陣的心情 9. 思念妳是阮全部的感情 10. 感激妳的愛 11. 相思路 12. 翻山過嶺唱情歌 |
| 《為什麼離開我》(合輯)           | 1993     | 曲目 1. 為什麼離開我 2. 夫妻之歌(vs李亞萍) 3. 爸爸是不是咧 4. 朋友稍牽成 5. 錯愛(vs白冰冰) 6. 最後才知輸贏 7. 前世註定(vs林美惠) 8. 情路 9. 你是我永遠的寶貝(vs李亞萍) 10. 車站 |
| 《九月九的酒》                   | 1996     | 曲目 1. 九月九的酒 2. 兩顆心萬縷情(vs李亞萍) 3. 情長意濃 4. 再見乾杯 5. 我還要喝咖啡 6. 一個被遺忘的人 7. 你要走我不留 8. 愛你恨你 9. 層層相思 10. 聲聲呼喚 11. 愛的歸宿 12. 也許也許 |
| 《天生多情》(台語)               | 2000     | 曲目 1. 回鄉的我 2. 舊情也綿綿 3. 黃昏的故鄉 4. 茫茫到深更 5. 戀歌 6. 愛你這呢深 7. 你是我的生命 8. 媽媽請你不通痛 9. 誰人會瞭解 10. 乎我醉 |
| 《天生多情》(國語)               | 2000     | 曲目 1. 真情真愛 2. 們心自問 3. 天生多情 4. 深藍色的酒 5. 於心不忍 6. 紀錄片 7. 只能留住你 8. 情緣 9. 下雨的夜裡 10. 情未斷 |
| 《蝴蝶‧流浪兒》                  | 2003     | 曲目 1. 蝴蝶‧流浪兒 2. 希望有你做伴 3. 人生路 4. 懷念鄉土味 5. 成功乎伊看 6. 甲你作夥心會寒 7. 今夜的真心話 8. 機會擱一擺 9. 打開心窗的鎖 10. 誰叫我想歹勢 11. 戲劇人生 12. 老朋友 |
| 《男人青春夢》(新曲加精選)       | 2003     | 曲目 CD1 青春戀歌 1. 冬戀 2. 天涯海角只愛他 3. 榕樹下 4. 小詩 5. 含淚的微笑 6. 相見不如懷念 7. 濛濛細雨憶當年 8. 過去的春夢 9. 午夜夢回時 10. 又是細雨 11. 原諒我吧！心上人 12. 月光小夜曲 13. 不如歸去 14. 怒吼的愛情 15. 相逢夕陽下 CD2 情義演歌 1. 另一種鄉愁 2. 不敢把淚流 3. 男人的眼淚 4. 兄弟情 5. 希望 6. 我需要安慰 7. 那是多少年前 8. 友情 9. 藍色的憂鬱 10. 高山慕情 11. 望著山望著海 12. 男人的苦悶 13. 船 14. 對你懷念特別多 15. 懷念媽媽 |
| 《台灣有愛》(四十週年精選套裝CD) | 2011     | 曲目 CD1 1. 濛濛春雨 2. 淡水河邊 3. 給我一個微笑 4. 我倆多美好 5. 難忘初戀情人 6. 永遠在一起 7. 幸福在這裡 8. 我比誰都愛你 9. 愛你入骨 10. 碧雲天 11. 舞臺 12. 讓回憶隨風飄 CD2 1. 情網 2. 萍水相逢的人 3. 一個陌生的女孩 4. 幾時再回頭 5. 偷吻 6. 誰能禁止我的愛 7. 曼莉 8. 你到底愛我不愛 9. 你最無情 10. 重相逢 11. 不 12. 又見聖誕紅 CD3 1. 海邊 2. 又是黃昏 3. 告訴你愛的時候 4. 山南山北走一回 5. 幾時再回頭 6. 夕陽西沉 7. 汪洋中的一條船 8. 心影 9. 能不能留住你 10. 真心的呼喚 11. 葡萄成熟時 CD4 1. 星夜的離別 2. 藍藍的天藍藍的海 3. 今夕何夕 4. 永恆的回憶 5. 三年 6. 誰來愛我 7. 昨夜夢醒時 8. 追夢 9. 請你放開我 10. 我心留給你 11. 天涯芳草 CD5 1. 秋風吹來一片情 2. 寒雨曲 3. 歸航 4. 淚的小雨 5. 意難忘 6. 你曾經愛過我 7. 教我認識你 8. 心聲淚痕 9. 多少年後 10. 離情 11. 落花情 12. 風淒淒意綿綿 CD6 1. 幾度花落時 2. 給我溫情吧愛人 3. 淚灑愛河橋 4. 醒來吧雷夢娜 5. 小丑 6. 我把愛情收回來 7. 人兒不能留 8. 負心的人 9. 白色的太陽 10. 局外人 11. 落花如夢夢如花 12. 情難守 CD7 1. 冬戀 2. 天涯海角只愛她 3. 榕樹下 4. 小詩 5. 含淚的微笑 6. 相見不如懷念 7. 濛濛細雨憶當年 8. 過去的春夢 9. 午夜夢迴時 10. 又是細雨 11. 原諒我吧！心上人 12. 月光小夜曲 13. 不如歸去 14. 怒吼的愛情 15. 相逢夕陽下 CD8 1. 另一種鄉愁 2. 不敢把淚流 3. 男人的眼淚 4. 兄弟情 5. 希望 6. 我需要安慰 7. 那是多少年前 8. 友情 9. 藍色的憂鬱 10. 高山慕情 11. 望著山望著海 12. 男人的苦悶 13. 船 14. 對你懷念特別多 15. 懷念媽媽 CD9 1. 懷念的播音員 2. 補破網 3. 夜半路燈 4. 港邊惜別 5. 望春風 6. 悲情的城市 7. 港都夜雨 8. 月夜愁 9. 思慕的人 10. 春花夢露 11. 為什麼 12. 放浪人生 13. 鑼聲若響 CD10 1. 男人哀歌 2. 秋風夜雨 3. 孤戀花 4. 悲戀的酒杯 5. 望你早歸 6. 秋怨 7. 暗淡的月 8. 西北雨 9. 舊情綿綿 10. 苦戀歌 11. 回鄉的我 12. 河邊春夢 CD11 1. 尪婿 2. 浪子啊 3. 風的故鄉 4. 母親的名叫台灣 5. 用心肝唱咱的歌 6. 咱攏坐著共隻船 |
| 《你的人生》                     | 2013-8   | |

## 廣告作品
- 台灣拜耳公司「幹得好」平面廣告（與李亞萍合作）
- 帝公司「So to so活氧體溫差」（與李亞萍合作）[45]、「MOZO EGF」（全家代言）[46]
- 龍巖「福田妙國生命紀念館」[47]
- 三洋藥品「白馬活力發液」（與豬哥亮搭擋）

## 獎項紀錄

### 金鐘獎
| 年份   | 獲提名                   | 獎項                             | 結果 |
| ------ | ------------------------ | -------------------------------- | ---- |
| 1980年 |                          | 第15屆金鐘獎男歌星獎             | 提名 |
| 1988年 | 《飛揚的音符－余天專輯》 | 第23屆金鐘獎男歌唱演員獎         | 提名 |
| 2004年 | 《台灣演歌秀》           | 第39屆金鐘獎歌唱音樂節目主持人獎 | 提名 |
| 2005年 | 《台灣的歌》             | 第40屆金鐘獎歌唱音樂節目主持人獎 | 提名 |
| 2006年 | 《台灣的歌》             | 第41屆金鐘獎歌唱綜藝節目主持人獎 | 提名 |
| 2007年 | 《台灣的歌》             | 第42屆金鐘獎歌唱綜藝節目主持人獎 | 提名 |
| 2016年 | 《三星報囍》             | 第51屆金鐘獎綜藝節目主持人獎     | 提名 |

## 外部連結
- 立法院 -余天簡介 （页面存档备份，存于）
- Yutian Tian Yu的Facebook專頁
- 余天 Yu Tian的Facebook專頁
- 民主進步黨新北市黨部的Facebook專頁
- 余天在互联网电影资料库（IMDb）上的資料（英文）
- 余天在豆瓣上的资料（简体中文）
- 余天在香港影庫上的簡介

| 政黨職務      | 政黨職務                                              | 政黨職務      |
| ------------- | ----------------------------------------------------- | ------------- |
| 民主進步黨    |                                                       |               |
| 前任： 羅致政 | 新北市黨部主任委員 第四屆 2016年6月1日－2020年7月10日 | 繼任： 何博文 |